# Lista de deidades romanas do nascimento e da infância

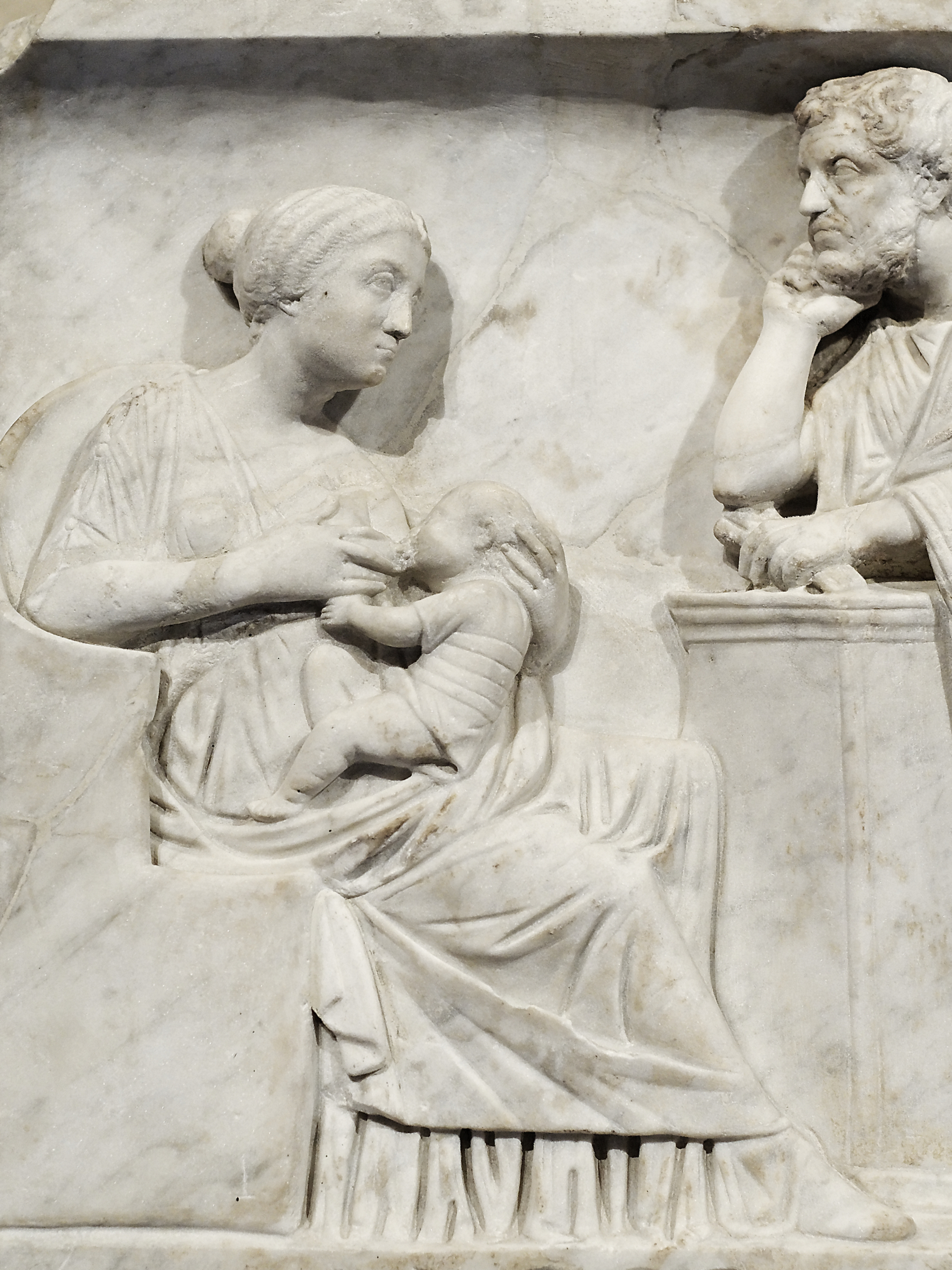
Relevo de um sarcófago retratando a mãe aleitando uma criança com o pai olhando (ca. 150 d.C.)

Na religião romana antiga, as deidades do nascimento e da infância foram pensadas para cuidar de todos os aspectos da concepção, gravidez, parto e desenvolvimento infantil. Algumas das principais deidades da religião romana tinham uma função especializada que contribuía para esta esfera da vida humana, enquanto outras deidades são conhecidas apenas pelo nome com que foram invocadas para promover ou evitar uma ação particular. Várias dessas minúsculas divindades "do momento"  são mencionadas em textos que sobreviveram apenas graças a polemistas cristãos.
Uma extensiva literatura médica grega e latina cobria a obstetrícia e o cuidado com bebês e o ginecologista grego Sorano (século II d.C.) aconselhava as parteiras a não serem supersticiosas. Mas o parto na antiguidade continuava a ser uma experiência de risco de vida tanto para a mulher quanto para seu recém-nascido, com a mortalidade infantil estimada em 30 ou 40 por cento. Os ritos de passagem pertencendo ao nascimento e morte tiveram vários aspectos paralelos . A morte no parto era comum: uma das mais famosas foi a de Júlia, filha de Júlio César e esposa de Pompeu, o Grande. Seu bebê morreu alguns dias mais tarde, rompendo os laços familiares entre seu pai dela e seu marido, acelerando a guerra civil que resultou no fim da República Romana. Algumas práticas rituais podem ser caracterizadas como superstições ansiosas, mas a aura religiosa em torno do parto reflete os altos valores romanos colocados na família, na tradição (mos maiorum), e na compatibilidade dos sexos. No Império, as crianças eram celebradas em moedas, como era Juno Lucina, a principal deusa do parto e da arte pública. A arte funerária, tal como a escultura em relevo em sarcófagos, às vezes mostrava cenas do falecido, incluindo o nascimento ou o primeiro banho.
Somente àqueles que morriam após a idade de 10 anos eram feitos ritos funerários e comemorativos completos, que na Roma antiga eram observados pelas famílias por vários dias durante o ano (ver Parentália). Crianças menores de um ano de idade não recebiam ritos formais. A falta de observâncias rituais pertence ao estatuto legal do indivíduo na sociedade e não à resposta emocional das famílias à perda . Como Cícero refletiu:
 Alguns pensam que se uma criança pequena morre esta deva ser carregada com tranquilidade, se ela ainda está no berço não deveria até mesmo haver lamento. E é ainda deste último que a natureza tem mais cruelmente exigido de volta o presente que ela havia dado.

## Concepção e gravidez
Os deuses do leito conjugal (di coniugales) também são deuses de concepção . Juno, uma das três deidades tutelares da Tríade Capitolina, preside também a união e o casamento, e algumas das deidades menores invocadas para o sucesso na concepção e na entrega de uma criança podem ter sido aspectos funcionais de seus poderes.
- Jugatino é um deus conjugal, de iugare, "para juntar, unir e se casar".[14]
- Cinxia funciona com o cinto (cingulum) que a noiva usa para simbolizar que seu marido está "cintado e ligado" (vinctusque cinctus) a ela.[15] Foi amarrado com o nó de Hércules destinado a ser complicado e difícil de desatar [16]. Agostinho chama essa deusa virginiensis (virgo, "virgem"), indicando que o desatar é a perda da virgindade simbólica. Cinxia pode ter sido sentida como presente durante um ritual destinado a facilitar o parto. O homem que gerou a criança tira o próprio "(cinctus), ata-o à (cinxerit) em torno da parturiente, e então ele o libera com uma oração na qual a pessoa que o atou a ela no parto deveria igualmente liberá-la: "ele então deveria partir." [17] mulheres que tiveram abortos espontâneos foram aconselhadas a amarrar suas barrigas por nove meses inteiros com um cinto "(cíngulo) de lã de um cordeiro alimentado por um lobo.[18]
- Subigo é o deus (deus) que incita a noiva a render-se a seu marido.[19] O nome deriva do verbo subigo, subigere, "fazer ir abaixo, domesticar, subjugar", utilizado para o papel ativo na relação sexual, portanto, "fazer se submeter sexualmente".[20]
- Prema é o ato sexual insistente, do verbo "primo, primere", a pressionar. Embora o verbo usualmente descreva o papel masculino, Agostinho o chama de Prema Lista de deidades romanas#Mater e Pater#dea Mater, uma deusa-mãe.[21]
- Ínuo ("Entrada"), o deus fálico Mutuno Tutuno e Pertunda permitem penetração sexual. Ínuo, às vezes identificado como Fauno, encarna o impulso para o acasalamento dos mamíferos. O culto de Mutuno foi associado com o sagrado fascinum.[22] Ambos os deuses são atestados fora da litania da concepção. Pertunda é a personificação feminina [23] do verbo pertundere", "penetrar" [24] e parece ser um nome para invocar um poder divino específico para esta função.
- Jano, o deus de rosto na frente e atrás, das portas e das passagens "abriu o acesso à semente geradora que foi fornecida por Saturno," o deus da semeadura.[25]
- Consévio ou Deus Consévio também Consívio, é o deus de propagação e de inseminação,[26] de con-serere, "semear". É um título de Jano como deus criador ou deus dos começos.[27]
- Liber Pater ("Pai Liber") encoraja o homem a libertar sêmen,[28], enquanto Libera faz o mesmo com a mulher, que também foi considerada como contribuinte de semina, "semente".[26]
- Fluônia ou Fluviônia, a partir de fluo, fluere, "fluir", é uma forma de Juno, que controla o sangue nutritivo do útero.[29] Mitógrafos medievais observaram esse aspecto de Juno,[30] que marcava uma mulher como não mais virgem.[31]
- Mena ou Dea Mena com Juno assegurava o fluxo menstrual,[32] que seria necessário para alimentar a criança em desenvolvimento.[26]
- Alemona alimenta o embrião [33] ou geralmente nutria seu crescimento no útero.[26]
- Vitumno dota o feto com vita, "vida" ou o poder vital da vida ou princípio (ver também aceleração).[26]
- Sentino ou Sência dá sensibilidade ou os poderes de percepção sensorial.[34]

### As Parcas
As Parcas são as três deusas do destino (tria fata): Nona, Decima e Ceifeira (singular de Parcas), também conhecidas como Partula em relação ao parto. Nona e Décima determinam o momento certo para o nascimento, garantindo a conclusão do prazo de nove meses (10 em romano mesmo contando). Parca ou Partula supervisiona o partus, o nascimento como a separação inicial do corpo da mãe (pós-natal). No momento do nascimento, ou imediatamente após, o destino define os limites da vida, e, portanto, ela também é deusa da morte chamada Morta (em inglês "mortal "). O profatio Parcas, a "profecia do Destino", marcava as crianças como seres mortais, e não tinha nada a ver com o destino individual. A primeira semana de vida da criança era considerada como extremamente perigosa e de tempo tentativo, e a criança não era reconhecida como um indivíduo até o "dies lustricus" (ver abaixo).

## Parto
A divindade principal presidindo a entrega era Juno Lucina, que podia ser de fato uma forma de Diana. Aqueles que invocavam sua ajuda deixavam os cabelos cair e liberavam-se de suas roupas como uma forma de ritual de ligação reverso para facilitar o parto  Sorano aconselhava as mulheres sobre dar à luz para desatar seu cabelo e soltar a roupa para promover o relaxamento, não para qualquer efeito mágico.
- Egéria, a ninfa, recebia sacrifícios a fim de exibir (egerere) o bebê [40]
- Postverta e Poesia evitavam o nascimento pelas nádegas. [25]
- Diespiter (Júpiter) traz o bebê em direção à luz do dia.[26]
- Lucina introduz o bebê à luz (lux, lucis) [41]
- Vagitano ou Vaticanus abre a boca do recém-nascido para seu primeiro grito.[42]
- Levana levanta o bebê, que foi cerimonialmente colocado no chão após o nascimento, no contrato simbólico com a Mãe Terra. A parteira então cortava o cordão umbilical e apresentava o recém-nascido para a mãe, uma cena que é retratada às vezes em sarcófagos. Uma tia-avó materna ou próxima embalava a criança nos braços, com um dedo coberto na saliva lustral, ela massageava a testa do bebê e os lábios, um gesto destinado a espantar o mau-olhado.[43]
- Estatina (também Estatilina, Estatino ou Estatilino) dá ao bebê a  aptidão ou "retidão",[44] e o pai a erguia para reconhecer a responsabilidade de o criar. As crianças não desejadas podiam ser abandonadas no Templo da Piedade ou na Coluna Lactaria. Os recém-nascidos com defeitos congênitos graves podiam ser afogados ou sufocados.[45]

## Cuidados neonatais
Uma vez que a criança nascesse, uma série de rituais eram ordenados durante o curso da semana seguinte.
Uma mesa de oferendas recebia sacrifícios congratulatórios de amigas da mãe. Três deidades -Intercidona, Pilumno e Deverra- eram invocadas para afastar Silvano (mitologia), deus das árvores dos bosques selvagens: três homens garantiam a casa todas as noites por atingir o limite (limen, ver liminaridade) com um machado e então um pilão, seguido por uma varredura.

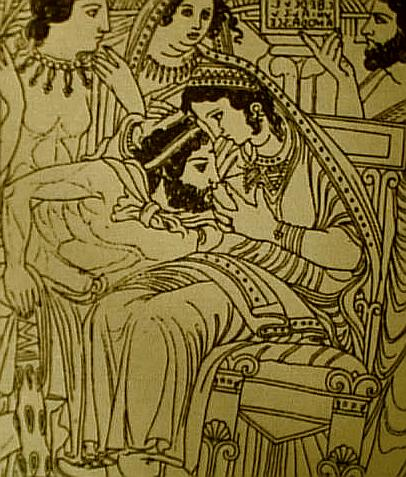
Desenho de uma cena em um espelho etrusco, em que Uni (Juno) amamenta Héracles adulto (Hércules), antes de subir para a imortalidade

No átrio da casa, uma cama era feita para Juno e uma mesa posta para Hércules. Na tradição mitológica helenizada, Juno tentava impedir o nascimento de Hércules, como se fosse resultado da infidelidade de Júpiter. Ovídio tem Lucina cruzando seus joelhos e dedos para enfaixar o parto  A religião etrusca, no entanto, enfatizava o papel que Juno (como Uni) desempenhava em dotar Hércules com sua natureza divina através do consumo de seu leite materno.
- Intercidona provê o machado sem o qual as árvores não podem ser cortadas (intercidere).
- Pilumno ou Picumno concede o pilão necessário para fazer farinha dos grãos.
- Deverra que dá a vassoura com a qual os grãos são varridos (verrere) (comparar com Averrunco).
- Juno em sua cama representa a mãe que amamenta.[50]
- Hércules representa a criança que requer alimentação.
- Rumina promove a sucção.[51] Esta deusa recebeu libações de leite, um líquido incomum oferecido entre os romanos.[52]

### Dies lustricus
Nundina preside o dies lustricus, o dia de purificação quando a criança foi dado um nome (prenome). Isso ocorreu no oitavo dia para meninas e meninos para o nono dia. Antes desse período, a criança não foi considerada ter sido plenamente dotado de alma humana.   (Antevorta e Postverta), tinha algo a ver com o destino, bem assim Tertuliano  No sétimo dia, o cordão umbilical normalmente cai, e assim o oitavo ou nono dia era provavelmente  escolhido para dar o nome para marcar a perda do última ligação tangível com o corpo da mãe, e então deste modo possuindo uma existência independente que justificasse o batismo com um nome próprio e portanto um destino para si mesmo. O dia era comemorado com um banquete de família.
No dies lustricus, os Fata Scribunda eram invocados. Para os romanos, dar um nome era tão importante quanto nascer. O recebimento de um prenome celebrava a criança como um indivíduo com seu próprio destino. Os "Destinos escritos" provavelmente se referem à uma escrita cerimonial de um novo nome de criança, talvez em uma crônica familiar.

## Desenvolvimento Infantil
- Pótina (Pótica ou Pótua) permite que a criança beba.[59]
- Édula (também conhecida como Edúlia, Educa ou Edusa) permite à criança comer.
- Ossipago ou Ossipagina torna os ossos fortes.
- Carna faz músculos fortes, e defende os órgãos internos de bruxas ou strigae.
- Cunina protege o berço da magia malévola.[60]

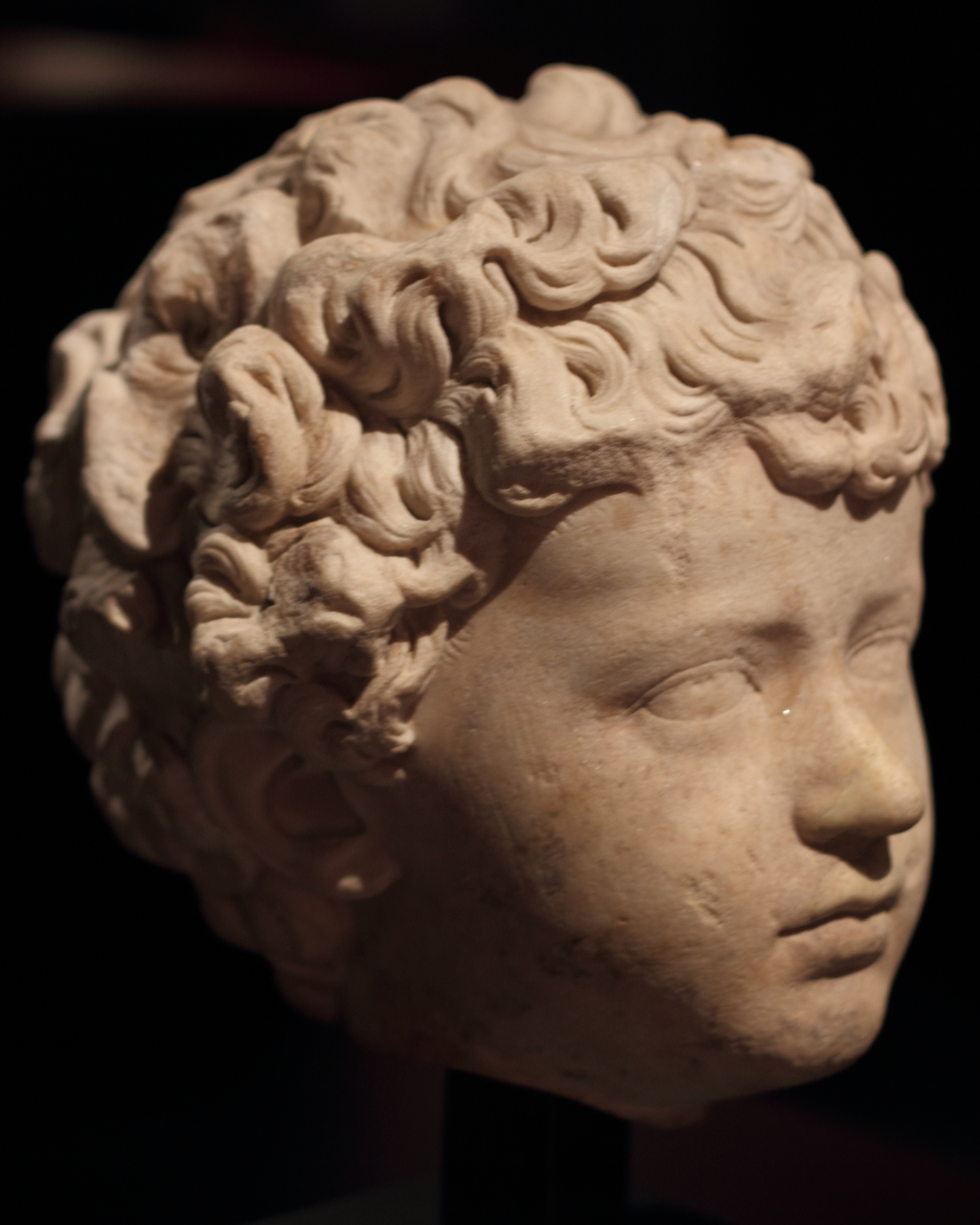
Cabeça de uma criança da era Antonina.

- Cuba ajuda a transição da criança do berço à cama.
- Pavência ou Paventina evita o medo (pavor) da criança [61]
- Peta vê as suas "primeiras necessidade".[62]
- Adeona e Abeona monitora suas idas e vindas ao aprender a caminhar.
- Intérduca e Domiduca acompanha-o ao sair de casa e voltando para casa.[63]
- Farino permite a fala.
- Fabulino impele as primeiras palavras da criança.
- Locúcio lhe habilita a formar frases.
- Mente a provê com inteligência.
- Volumno ou Volumna concede à criança a vontade de fazer o bem.[64]
- Numéria dá à criança a capacidade de contar.
- Camena lhe permite cantar.[65]
- As Musas lhe dão a capacidade de apreciar as artes, a literatura e a ciência.[66]

As crianças vestiam a toga pretexta que, com uma faixa roxa que as marcava como sagradas e invioláveis, e um amuleto (bulla) para afastar a maldade.